# Федерация (остров)
Остров Федерация е проект за архипелаг от изкуствени острови, разположен край брега на Сочи, Русия. Архипелагът е наречен Федерация, тъй като при планирането му е дадена формата на територията на Руската федерация.
Комплексът е проектиран от нидерландския архитект Ерик ван Егераат (Erick van Egeraat). Проектът включва жилищни сгради, хотели, търговски, делови и развлекателни обекти. Стойността му е оценена на 6,2 млрд. ам. дол. Общата му площ е над 250 хка, планираната дължина – 2,5 km, ширина – 1,5 km, отдалеченост от крайбрежието – 150 m.
Първоначално е планирано обектът да бъде завършен през 2013 г., за да бъде готов за Зимните олимпийски игри в Сочи през 2014 г. През 2012 г. изграждането му е замразено.